# مارك كولفين
مارك كولفين (بالإنجليزية: Mark Colvin)‏ هو مقدم برامج إذاعية ومراسل أسترالي وبريطاني، ولد في 13 مارس 1952 في لندن في المملكة المتحدة، وتوفي في 11 مايو 2017 في مستشفى أمير ويلز في أستراليا بسبب سرطان الرئة.